# Arturo Enrique Ragonese
Arturo Enrique Ragonese (13 de fevereiro de 1909 - 17 de janeiro de 1992) foi um botânico e agrônomo argentino.

## Biografia
Recebeu o título de engenheiro agrônomo em  1938 na Faculdade de Agronomia e Veterinária, UBA. Já como estudante se interessou pelo estudo das Ciências biológicas, como ajudante na Cátedra de Botânica de Lorenzo R. Parodi, e como ajudante no Museu Argentino de Ciências Naturais Bernardino Rivadavia. Antes de diplomar-se, publicou com Arturo Burkart um estudo sobre a biologia da alfafa e outro sobre os limites dos bosques andinopatagônicos
Também antes de diplomar-se, trabalhou no "Instituto Experimental de Investigações e Fomento Agrícola-Pecuária da Província de Santa Fe", onde foi designado "Chefe da Secção Forrageiras". Ali, sob a direção de Bruno Santini se dedicou as forrageiras, a taxonomia de espécies lenhosas e a fitogeografia, publicando trabalhos em colaboração com Guillermo Covas, P. Marcó e E. Schiel.
Em 1945, o eng. agr. Rafael García Mata, Diretor Geral de Investigações Agrícolas, lhe encomendou organizar o Instituto de Botãnica Agrícola onde permaneceu até a criação do INTA em 1956. Como diretor, reúne um grupo de pesquisadores botânicos, entre eles Ángel Lulio Cabrera, Alberto Soriano, M. Sívori, Armando Theodoro Hunziker, Antonio Krapovickas, Milan Jorge Dimitri, e A. Marzocca. Sobre a base do herbário de  Spegazzini, estruturaram e ampliaram o estudo da flora regional, criando um setor de cultivos, em terrenos do Ministério em Castelar (atual Complexo Castelar INTA), planejando, colecionando espécimens e instalando um jardim botânico, que logo levaria seu nome em sua homenagem.
Além da  cátedra de Fitogeografia na Universidade Nacional de La Plata, publicou mais de vinte trabalhos sobre vegetação halófila do sul da Província de Santa Fe: Estudio fitosociológico de las Salinas Grandes, estudo das forragedeiras, espécies tóxicas, em colaboração com  G. Covas, Alberto Castellanos e Julio A. Castiglioni
Em 1957, criado o Instituto Nacional de Tecnologia Agropecuária (INTA), abandona a docência e dedica-se exclusivamente a suas funções em Castelar, onde após pouco tempo foi designado diretor do  Centro Nacional de Investigações Agropecuárias. Mesmo continuando com seu trabalho em pastagens e pecuária (a Comissão Nacional de Cultura lhe outorga em 1970 o primeiro prêmio pelo seu livro "Vegetación y Ganadería de la República Argentina"), demonstra neste mesmo período um particular interesse pelas atividades florestais, dedicando-se principalmente ao melhoramento das salicáceas, recebendo o prêmio  municipal Eduardo L. Holmberg. Também se interessou pela política florestal argentina, atuando ativamente na Comissão Nacional de Bosques, da qual foi presidente; participou ainda na Organização do Congresso Mundial Florestal da FAO em Buenos Aires e atuou na Comissão Nacional do Álamo. 

## Homenagens
Recebeu o prêmio Bunge e Born e o prêmio Konex em 1983. 

## Publicações
Publicou mais de cinquenta trabalhos. Os principais são: 
- Forestación y fitotecnia forestal en la República Argentina, 1959. Separata de la Revista de Argentina de Agronomía: TXXVI, No 1- 2
- Mejoramiento de sauces en la República Argentina / por Arturo E. Ragonese y F. Rial Alberti. 1958. Revista de Investigaciones Agricolas, Tomo XII, 2
- Sauces híbridos originados naturalmente en la República Argentina / por Arturo Enrique Ragonese y F. Rial Alberti (1958. Revista de Investigaciones Agrícolas, Tomo XII, 2